# Myzocallis discolor
Myzocallis discolor är en insektsart som först beskrevs av Monell 1879.  Myzocallis discolor ingår i släktet Myzocallis och familjen långrörsbladlöss. Inga underarter finns listade i Catalogue of Life.